# Liste der Biografien/Scht
Liste der Biografien |
Portal Biografien |
Personensuche
# |
A |
B |
C |
D |
E |
F |
G |
H |
I |
J |
K |
L |
M |
N |
O |
P |
Q |
R |
S |
T |
U |
V |
W |
X |
Y |
Z |
?
 
Sa |
Sb |
Sc |
Sd |
Se |
Sf |
Sg |
Sh |
Si |
Sj |
Sk |
Sl |
Sm |
Sn |
So |
Sp |
Sq |
Sr |
Ss |
St |
Su |
Sv |
Sw |
Sy |
Sz
 
Sca–Sce |
Sch |
Sci–Scz
 
Scha |
Schc |
Schd |
Sche |
Schg |
Schi |
Schj |
Schk |
Schl |
Schm |
Schn |
Scho |
Schp |
Schr |
Schs |
Scht |
Schu |
Schv |
Schw |
Schy
Die Liste der Biografien führt alle Personen auf, die in der deutschsprachigen Wikipedia einen Artikel haben. Dieses ist eine Teilliste mit 136 Einträgen von Personen, deren Namen mit den Buchstaben „Scht“ beginnt.

## Scht

### Schta
- Schtaimez, Natalja (* 1963), kasachische Skilangläuferin
- Schtajerman, Jelena Michailowna (1914–1991), sowjetische Althistorikerin
- Schtajjeh, Mohammed (* 1958), palästinensischer Politiker
- Schtalenkow, Michail Alexejewitsch (* 1965), russischer Eishockeytorwart und -trainer
- Schtanko, Kateryna (* 1951), ukrainische Autorin und Illustratorin
- Schtanski, Nina Wiktorowna (* 1977), transnistrische Politikerin
- Schtarkow, Kalin (* 1984), bulgarischer Fußballspieler

### Schte
- Schtegman, Boris Karlowitsch (1898–1975), russisch-sowjetischer Ornithologe
- Schteifon, Boris Alexandrowitsch (1881–1945), General der kaiserlichen russischen Armee
- Schtembuljak, Jewhen (* 1999), ukrainischer Schachspieler
- Schtemenko, Sergei Matwejewitsch (1907–1976), sowjetischer Armeegeneral
- Schtepa, Kostjantyn (1896–1958), ukrainisch-sowjetischer und amerikanischer Historiker und Universitätsrektor
- Schtepa, Michail Alexandrowitsch (* 2003), russischer Fußballspieler
- Schtepa, Nelja (* 1962), ukrainische Politikerin
- Schterenberg, Abram Petrowitsch (1894–1978), russischer Fotograf
- Schterew, Simeon (1943–2020), bulgarischer Musiker und Schauspieler
- Schterew, Simeon (* 1959), bulgarischer Ringer
- Schterewa, Nikolina (* 1955), bulgarische Mittelstreckenläuferin
- Schtern, Grigori Michailowitsch (1900–1941), sowjetischer GeneraloberstGrigori Michailowitsch Schtern (1900–1941)

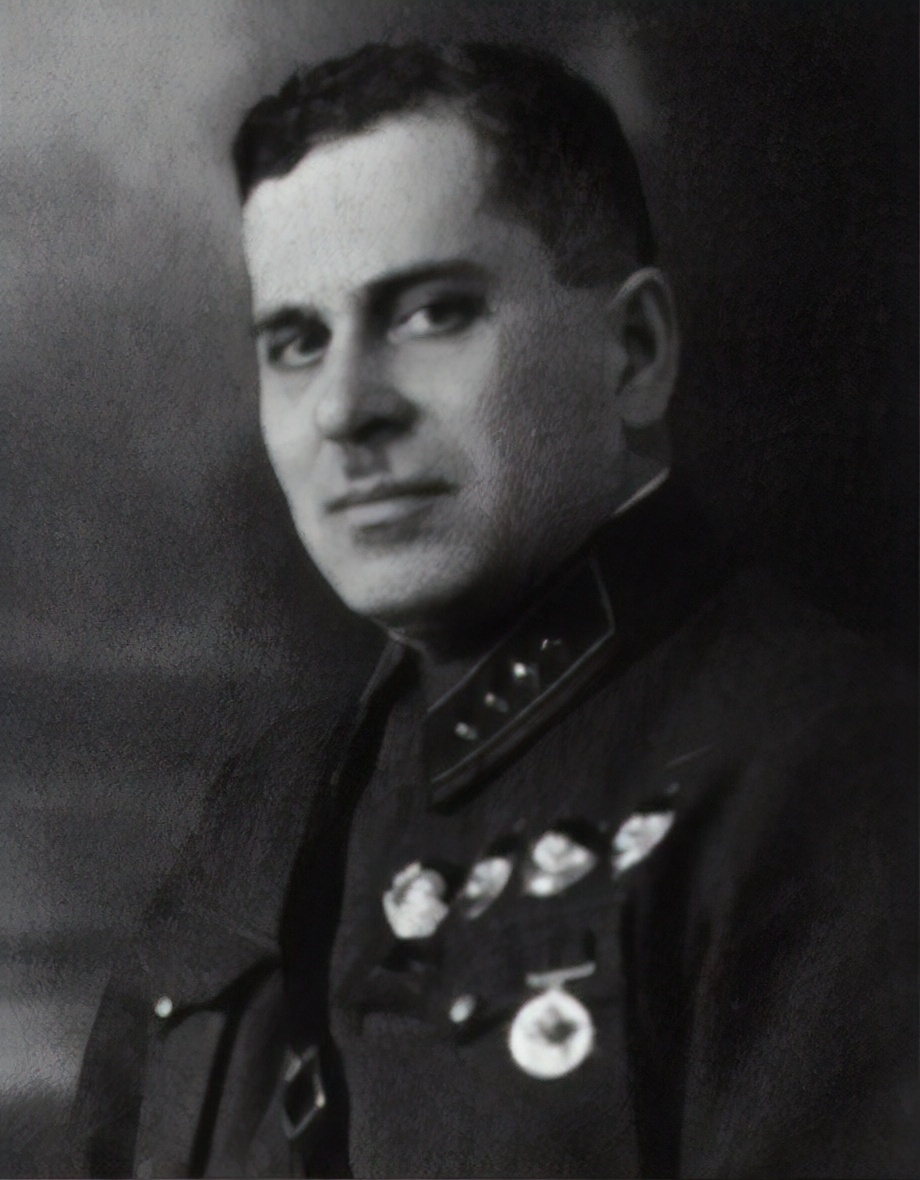
Grigori Michailowitsch Schtern (1900–1941)

### Schti
- Schtil, Georgi Antonowitsch (* 1932), sowjetischer bzw. russischer Schauspieler und Synchronsprecher
- Schtiljanow, Dimitar (* 1976), bulgarischer Boxer

### Schto
- Schtogrin, Sergei Iwanowitsch (* 1948), russischer Politiker
- Schtoharenko, Andrij (1902–1992), ukrainischer Komponist und Hochschullehrer
- Schtokalow, Ilja Anatoljewitsch (* 1986), russischer Kanute
- Schtonda, Taras (* 1966), ukrainischer Opernsänger (Bass)

### Schtr
- Schtrauch, Maxim Maximowitsch (1900–1974), sowjetischer Theater- und Filmschauspieler

### Schts
- Schtschadilow, Igor Wladimirowitsch (* 1980), russischer Eishockeyspieler
- Schtschagin, Alexander Iwanowitsch (1898–1959), sowjetischer Schauspieler
- Schtschapow, Afanassi Prokofjewitsch (1830–1876), russischer Historiker
- Schtschapowa, Julija Leonidowna (1930–2019), sowjetisch-russische Archäologin und Hochschullehrerin
- Schtschapowa, Tatjana Fjodorowna (1902–1954), sowjetische Phykologin und Hochschullehrerin
- Schtscharbatschenja, Stanislau (* 1985), belarussischer Ruderer
- Schtschastny, Alexei Michailowitsch (1881–1918), russischer Seeoffizier
- Schtschazinin, Jauhenij (* 1970), belarussischer Tischtennisspieler
- Schtschebelin, Alexei (* 1981), russischer Radrennfahrer
- Schtschedow, Witalij (* 1987), ukrainischer Bahnradfahrer
- Schtschedrin, Feodossi Fjodorowitsch (1751–1825), russischer Bildhauer und Hochschullehrer
- Schtschedrin, Nikolai Pawlowitsch (1858–1919), russischer Sozialrevolutionär
- Schtschedrin, Rodion Konstantinowitsch (* 1932), russischer Komponist und PianistRodion Konstantinowitsch Schtschedrin (* 1932)

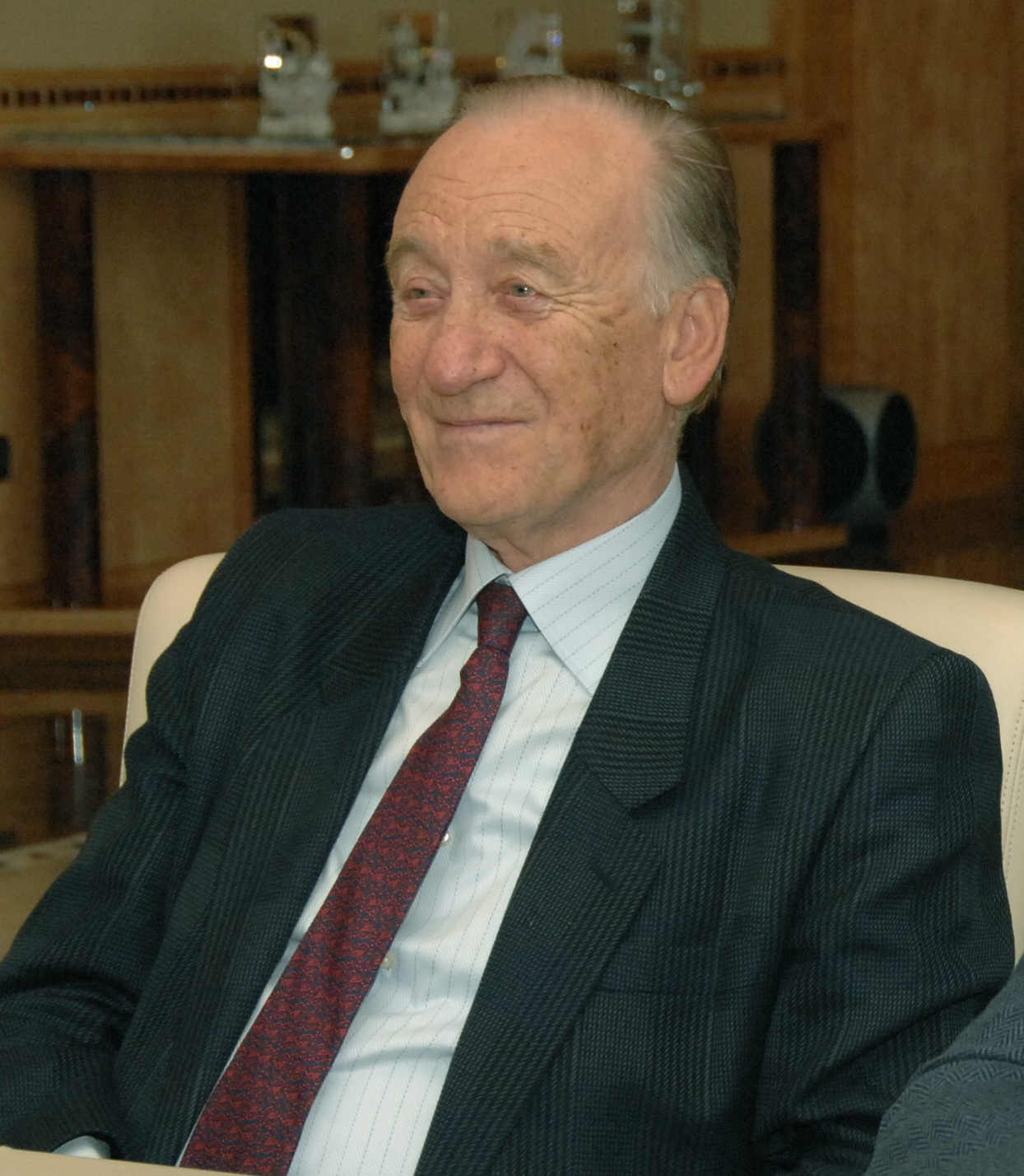
Rodion Konstantinowitsch Schtschedrin (* 1932)

- Schtschedrin, Semjon Fjodorowitsch (1745–1804), russischer Landschaftsmaler
- Schtschedrin, Sylvester Feodossijewitsch (1791–1830), russischer Maler, der in Italien wirkte
- Schtschedrowski, Ignati Stepanowitsch (1815–1871), russischer Maler
- Schtschegljajew, Andrei Wladimirowitsch (1902–1970), sowjetischer Ingenieur und Hochschullehrer, Pionier auf dem Gebiet von Dampfturbinen
- Schtscheglow, Afanassi Fjodorowitsch (1912–1995), sowjetischer Armeegeneral
- Schtscheglow, Mark Alexandrowitsch (1925–1956), sowjetischer Literaturkritiker und Literaturwissenschaftler
- Schtscheglowitow, Iwan Grigorjewitsch (1861–1918), russischer Minister und Jurist
- Schtschegolejewa, Chalida Chossjainowna (* 1933), sowjetische Eisschnellläuferin
- Schtschekotichina-Potozkaja, Alexandra Wassiljewna (1892–1967), russisch-sowjetische Malerin, Illustratorin und Grafikerin
- Schtschekotschichin, Juri Petrowitsch (1950–2003), russischer Journalist und PolitikerJuri Petrowitsch Schtschekotschichin (1950–2003)

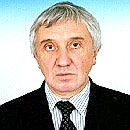
Juri Petrowitsch Schtschekotschichin (1950–2003)

- Schtschekunow, Wladimir Jurjewitsch (* 1987), russischer Radrennfahrer
- Schtschelkanowa, Tatjana Sergejewna (1937–2011), sowjetische Weitspringerin
- Schtschenja, Daniil Wassiljewitsch, russischer Fürst aus dem litauischen Haus Gediminas
- Schtschennikow, Georgi Michailowitsch (* 1991), russischer Fußballspieler
- Schtschennikow, Michail Anatoljewitsch (* 1967), russischer Geher
- Schtscheparjow, Alexei Michailowitsch (* 1974), russischer Crosslauf-Sommerbiathlet
- Schtschepin-Rostowski, Dmitri Alexandrowitsch (1798–1859), russischer Stabskapitän und Dekabrist
- Schtschepkin, Jewgeni Nikolajewitsch (1860–1920), russischer Historiker, Hochschullehrer und Politiker
- Schtschepkin, Michail Semjonowitsch (1788–1863), russischer Schauspieler
- Schtschepkin, Wjatscheslaw Nikolajewitsch (1863–1920), russischer Slawist, Linguist und Hochschullehrer
- Schtschepkina, Jekaterina Nikolajewna (1854–1938), russische bzw. sowjetische Historikerin und Feministin
- Schtschepkina-Kupernik, Tatjana Lwowna (1874–1952), russisch-sowjetische Schriftstellerin, Dichterin, Dramatikerin und Übersetzerin
- Schtscherba, Lew Wladimirowitsch (1880–1944), russisch-sowjetischer Slawist
- Schtscherba, Wital (* 1972), belarussischer Kunstturner
- Schtscherbak, Alexander Jefimowitsch (1863–1934), russischer Arzt und Hochschullehrer
- Schtscherbak, Nikita Sergejewitsch (* 1995), russischer Eishockeyspieler
- Schtscherbak, Tatjana Sergejewna (* 1997), russische Fußballspielerin
- Schtscherbakow, Alexander Sergejewitsch (1901–1945), sowjetischer Politiker und Generaloberst
- Schtscherbakow, Alexei Jakowlewitsch (1901–1978), sowjetischer Flugzeugkonstrukteur
- Schtscherbakow, Boris Wassiljewitsch (* 1949), russischer und sowjetischer Schauspieler und Volkskünstler Russlands
- Schtscherbakow, Dmitri Iwanowitsch (1893–1966), sowjetischer Geologe und Geochemiker
- Schtscherbakow, Dmitri Jewgenjewitsch (* 1957), russischer Paläontologe und Entomologe
- Schtscherbakow, Ihor (* 1955), ukrainischer Pianist, Komponist und Hochschullehrer
- Schtscherbakow, Iwan Alexandrowitsch (* 1944), russischer Festkörperphysiker und Hochschullehrer
- Schtscherbakow, Kirill Alexandrowitsch (* 1985), russischer Biathlet
- Schtscherbakow, Leonid Michailowitsch (1927–2004), sowjetischer Dreispringer
- Schtscherbakow, Michail Konstantinowitsch (* 1963), russischer Dichter und Liedermacher
- Schtscherbakow, Michail Pawlowitsch (* 1910), sowjetischer Schauspieler
- Schtscherbakow, Salawat Alexandrowitsch (* 1955), russischer Bildhauer
- Schtscherbakow, Serhij (* 1971), ukrainischer Fußballspieler
- Schtscherbakow, Wjatscheslaw, sowjetischer Skispringer
- Schtscherbakow, Wladimir Alexejewitsch (1945–1993), russischer Fußballspieler
- Schtscherbakowa, Anna Stanislawowna (* 2004), russische EiskunstläuferinAnna Stanislawowna Schtscherbakowa (* 2004)

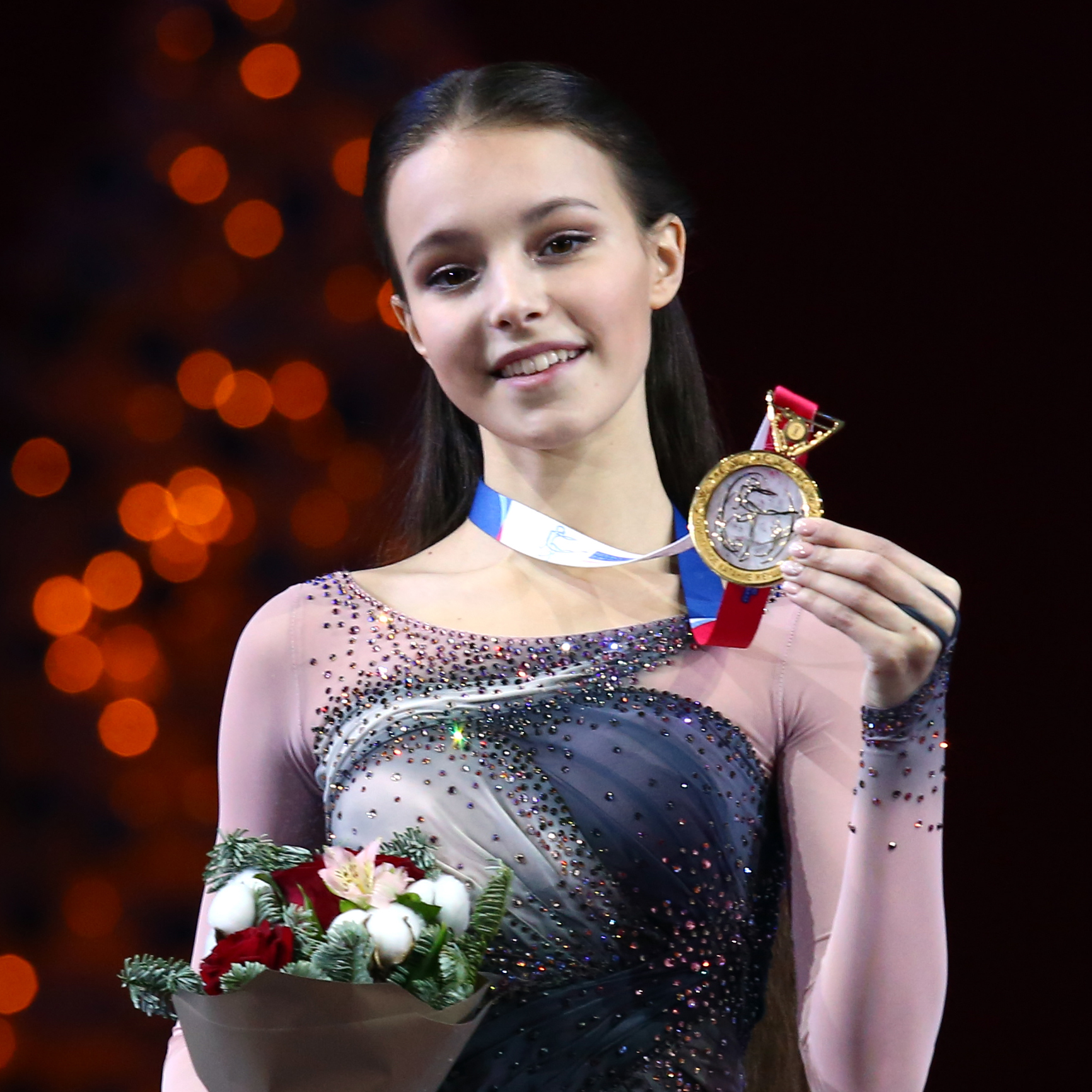
Anna Stanislawowna Schtscherbakowa (* 2004)

- Schtscherbakowa, Olga Nikolajewna (* 1959), sowjetisch-russische Architektin und Stadtplanerin
- Schtscherban, Jewhen (1946–1996), ukrainischer Geschäftsmann und Politiker
- Schtscherbatow, Michail Michailowitsch (1733–1790), russischer Historiker und politischer Ideologe
- Schtscherbatow, Sergei Alexandrowitsch (1874–1962), russischer Aristokrat, Maler, Mäzen und Kunstsammler
- Schtscherbatowa, Sofija Stepanowna (1798–1885), russische Hofdame, Philanthropin und Mäzenin
- Schtscherbatschenko, Marija (1922–2016), ukrainische Sanitäterin
- Schtscherbatschow, Dmitri Grigorjewitsch (1857–1932), russischer General
- Schtscherbatschow, Wladimir Wladimirowitsch (1889–1952), russischer Komponist
- Schtscherbatski, Alexander Ippolitowitsch (1874–1952), russischer Botschafter
- Schtscherbatskoi, Fjodor Ippolitowitsch (1866–1942), russischer Indologe
- Schtscherbina, Boris Jewdokimowitsch (1919–1990), sowjetischer PolitikerBoris Jewdokimowitsch Schtscherbina (1919–1990)

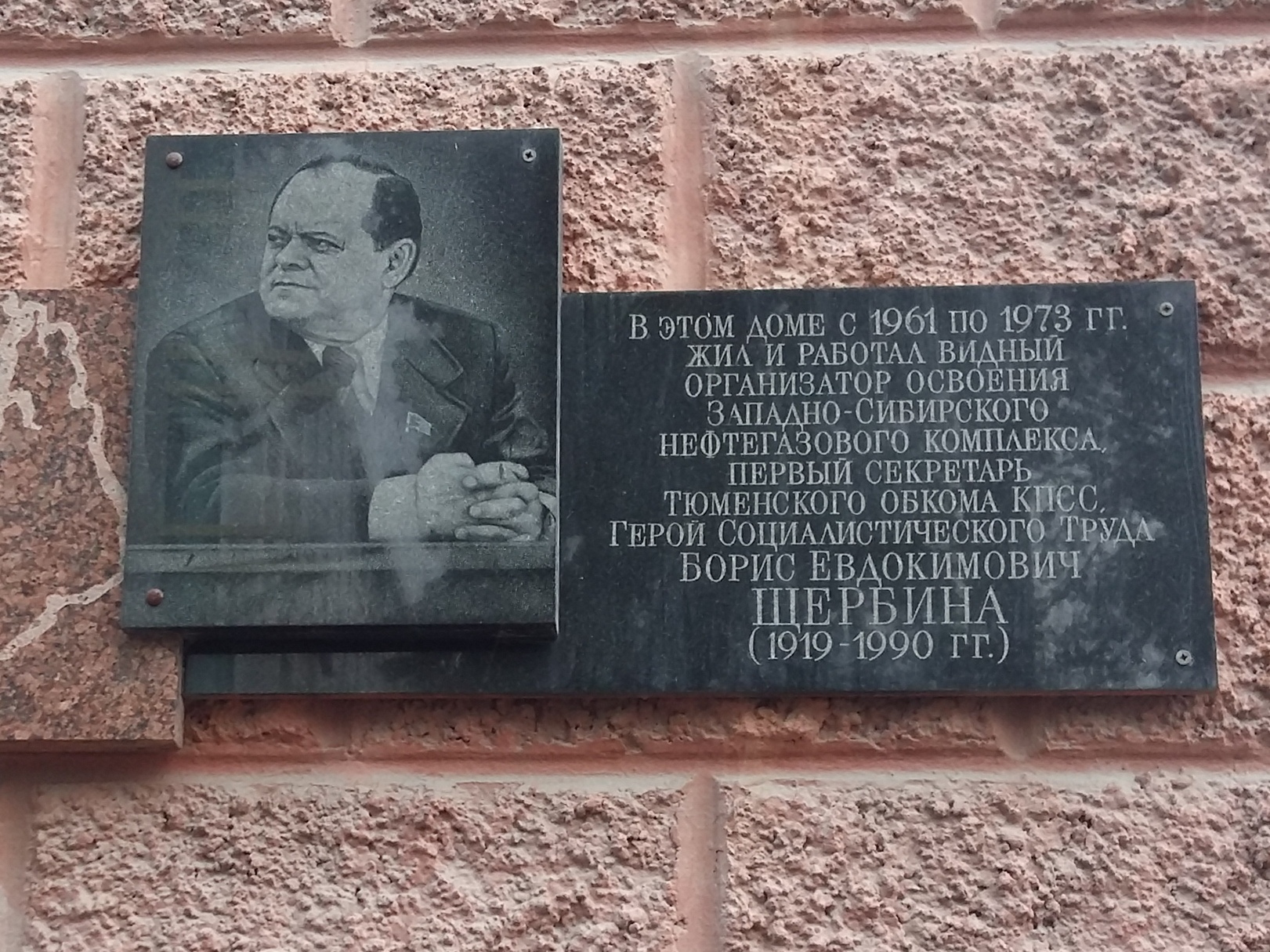
Boris Jewdokimowitsch Schtscherbina (1919–1990)

- Schtscherbina, Fjodor Andrejewitsch (1849–1936), russischer Statistiker, Hochschullehrer und Politiker
- Schtscherbina, Ljubow (* 1951), sowjetische Schachspielerin
- Schtscherbina, Nikolai Fjodorowitsch (1821–1869), russischer Dichter
- Schtscherbina, Wladimir Rodionowitsch (1908–1989), sowjetischer Literaturkritiker
- Schtscherbinowski, Dmitri Anfimowitsch (1867–1926), russisch-sowjetischer Maler
- Schtscherbizki, Alexander Wadimowitsch (* 1966), russischer Konteradmiral
- Schtscherbowitsch, Ilja Wiktorowitsch (* 1974), russischer Unternehmer
- Schtscherbyna, Marija (* 1958), ukrainische mathematische Physikerin
- Schtscherbyna, Oleksandr (* 1931), sowjetisch-ukrainischer Geher
- Schtscherbyzkyj, Wolodymyr Wassyljowytsch (1918–1990), ukrainisch-sowjetischer Politiker, Mitglied des Politbüros der KPdSU
- Schtschetinin, Kirill Wadimowitsch (* 2002), russischer Fußballspieler
- Schtschetinin, Sergei Sergejewitsch, russisch-paraguayischer Unternehmer
- Schtschetinina, Anna Alexandrowna (* 1958), sowjetisch-russische Architektin und Künstlerin
- Schtschetinina, Anna Iwanowna (1908–1999), sowjetische Hochseekapitänin
- Schtschetinkin, Pjotr Jefimowitsch (1885–1927), russischer Offizier und Partisan
- Schtschiborin, Alexei Dmitrijewitsch (1912–1988), sowjetischer Botschafter
- Schtschipanow, Georgi Wladimirowitsch (1903–1953), sowjetischer Luftfahrtingenieur, Kybernetiker und Hochschullehrer
- Schtschitow, Nikita Alexandrowitsch (* 1983), russischer Eishockeyspieler
- Schtschogolew, Igor Olegowitsch (* 1965), russischer Politiker (Russische Föderation)
- Schtschoholiw, Jakiw (1824–1898), ukrainischer Dichter der Romantik
- Schtscholokow, Nikolai Anissimowitsch (1910–1984), sowjetischer Politiker und General
- Schtschors, Mykola Oleksandrowitsch (1895–1919), ukrainischer Truppenführer in der Roten Armee und Divisionskommandeur
- Schtschotkin, Alexei (* 1991), kasachischer Fußballspieler
- Schtschukin, Alexander Nikolajewitsch (1900–1990), sowjetischer Physiker und Hochschullehrer
- Schtschukin, Alexander Wladimirowitsch (1946–1988), sowjetischer Pilot und Kosmonaut
- Schtschukin, Juri (* 1979), kasachischer Tennisspieler
- Schtschukin, Nikolai Leonidowitsch (1848–1924), russisch-sowjetischer Eisenbahningenieur und Hochschullehrer
- Schtschukin, Pjotr Iwanowitsch (1853–1912), russischer Textilunternehmer und Sammler
- Schtschukin, Sergei Iwanowitsch (1854–1936), russischer Kaufmann und Kunstsammler
- Schtschukin, Stepan Semjonowitsch (1754–1828), russischer Maler
- Schtschukina, Anna Wassiljewna (* 1987), russische Eishockeyspielerin
- Schtschuko, Georgi Wladimirowitsch (1905–1960), sowjetischer Architekt
- Schtschuko, Wladimir Alexejewitsch (1878–1939), russischer Architekt
- Schtschurat, Wassyl (1871–1948), sowjetischer Literaturwissenschaftler, Schriftsteller und Übersetzer
- Schtschurenko, Roman (* 1976), ukrainischer Weitspringer
- Schtschurowski, Grigori Jefimowitsch (1803–1884), russischer Mediziner, Geologe und Hochschullehrer
- Schtschus, Fedossij (1893–1921), ukrainischer Anarchist und Partisan
- Schtschussew, Alexei Wiktorowitsch (1873–1949), moldauisch-russischer Architekt
- Schtschutschkina, Olga Wassiljewna (* 1980), russische Skilangläuferin

### Schty
- Schtyhel, Andrej (* 1994), belarussischer Fußballspieler
- Schtykan, Lidija Petrowna (1922–1982), sowjetische Theater- und Filmschauspielerin
- Schtyl, Iwan Alexandrowitsch (* 1986), russischer Kanute
- Schtyrenko, Olga Alexandrowna (* 1977), russische Rhythmische Sportgymnastin